# Obereopsis coimbatorana
Obereopsis coimbatorana är en skalbaggsart som beskrevs av Stefan von Breuning 1974. Obereopsis coimbatorana ingår i släktet Obereopsis och familjen långhorningar. Inga underarter finns listade i Catalogue of Life.